# Fine Young Cannibals
Fine Young Cannibals — британский музыкальный коллектив, образованный в Бирмингеме в 1984 году бас-гитаристом Дэвидом Стилом, гитаристом Энди Коксом (оба из группы The Beat) и вокалистом Роландом Гифтом (из Akrylykz). Наибольшую известность принесли им хит-синглы 1989 года «She Drives Me Crazy» и «Good Thing». Название группы позаимствовано из фильма «Прекрасные юные каннибалы» (1960) с Робертом Вагнером и Натали Вуд в главных ролях.

## История
Коллектив появился в 1984 году в Бирмингеме после распада группы The Beat, участниками которой были Кокс и Стил. Чтобы выбрать вокалиста группы, они в течение восьми месяцев прослушали свыше 500 кассет с записями претендентов, и наконец остановили выбор на Гифте. Музыканты безуспешно пытались заключить контракт со звукозаписывающими компаниями, но после того как видео на их песню «Johnny Come Home» было показано в эфире британской телепрограммы The Tube, они немедленно получили предложения от лейблов. Их дебютный альбом Fine Young Cannibals вышел в 1985 году и включал в себя два сингла, ставших хитами в Великобритании, — «Johnny Come Home» и кавер-версия «Suspicious Minds», записанная при участии Джимми Самервилла.
Fine Young Cannibals сыграли роль музыкальной группы в ночном клубе в кинокомедии «Алюминиевые человечки» (1987). В 1988 году Стил и Кокс под именем Two Men, a Drum Machine and a Trumpet выпустили инструментальный хаус-сингл «Tired of Getting Pushed Around», достигший 18-й строки в британском хит-параде и имевший успех в американском танцевальном чарте. В то же время Гифт снимался в фильме Стивена Фрирза «Сэмми и Роузи ложатся в постель».
Самыми успешными хитами группы стали песни «She Drives Me Crazy» и «Good Thing» из второго альбома The Raw and the Cooked (1988), оба добрались до вершины хит-парада США. The Raw and the Cooked содержал три песни, записанные коллективом для фильма «Алюминиевые человечки», а также кавер-версию «Ever Fallen in Love (With Someone You Shouldn’t’ve)» группы Buzzcocks, записанную для фильма «Дикая штучка». Группа была награждена премией BRIT Awards в двух номинациях: «Лучший британский альбом» и «Лучшая британская группа».
В 1990 году группа записала кавер-версию песни Коула Портера «Love for Sale» для благотворительного сборника Red Hot + Blue, выпущенного Red Hot Organization.
Fine Young Cannibals распались в 1992 году. В середине 1990-х годов Гифт снимался в телесериале «Горец» в роле Ксавье, одного из бессмертных-злодеев,а песня «She drives me crazy» звучит в 19й серии первого сезона во время сцены показа мод. Fine Young Cannibals ненадолго вернулись в студию в 1996 году, чтобы записать новый сингл «The Flame» для сборника лучших хитов The Finest, вышедшего в том же году. Гифт использовал название группы в 2000-х годах, гастролируя под именем Roland Gift and the Fine Young Cannibals.

## Дискография

### Студийные альбомы
| 1985                                                                                      | Fine Young Cannibals - Лейбл: I.R.S. Records   | 11 | 49 | 21 | — | 11 | —  | — | — | 17 | - CAN: Платиновый   |
| 1988                                                                                      | The Raw and the Cooked - Лейбл: I.R.S. Records | 1  | 1  | 1  | 1 | 2  | 19 | 5 | 1 | 2  | - US: 2× Платиновый |
| прочерк означает, что релиз не вошёл в чарт или не был выпущен на определённой территории |                                                |    |    |    |   |    |    |   |   |    |                     |

### Сборники
| 1996                                                                                      | The Finest - Лейбл: London Records             | 10 | 21 | 39 | 22 | - UK: Платиновый |
| 2004                                                                                      | Greatest Hits - Лейбл: Rhino Records           | —  | —  | —  | —  |                  |
| 2006                                                                                      | The Platinum Collection - Лейбл: Warner Deluxe | —  | —  | —  | —  |                  |
| 2009                                                                                      | She Drives Me Crazy - Лейбл: MC Deluxe         | —  | —  | —  | —  |                  |
| прочерк означает, что релиз не вошёл в чарт или не был выпущен на определённой территории |                                                |    |    |    |    |                  |

### Ремиксовые альбомы
| Год  | Информация                                    |
| ---- | --------------------------------------------- |
| 1990 | The Raw and the Remix - Лейбл: I.R.S. Records |

### Синглы
| Год                                                                                       | Сингл                                                 | Высшее место в хит-параде | Высшее место в хит-параде | Высшее место в хит-параде | Высшее место в хит-параде | Высшее место в хит-параде | Высшее место в хит-параде | Альбом                     |
| Год                                                                                       | Сингл                                                 | UK                        | US                        | US Mod                    | US Dance                  | AUS                       | IRE                       | Альбом                     |
| ----------------------------------------------------------------------------------------- | ----------------------------------------------------- | ------------------------- | ------------------------- | ------------------------- | ------------------------- | ------------------------- | ------------------------- | -------------------------- |
| 1985                                                                                      | «Johnny Come Home»                                    | 8                         | 76                        | —                         | 9                         | 14                        | 8                         | Fine Young Cannibals       |
| 1985                                                                                      | «Blue»                                                | 41                        | —                         | —                         | —                         | 13                        | —                         | Fine Young Cannibals       |
| 1986                                                                                      | «Suspicious Minds»                                    | 8                         | —                         | —                         | 23                        | 6                         | 9                         | Fine Young Cannibals       |
| 1986                                                                                      | «Funny How Love Is»                                   | 58                        | —                         | —                         | —                         | 97                        | 27                        | Fine Young Cannibals       |
| 1986                                                                                      | «Ever Fallen in Love (With Someone You Shouldn’t’ve)» | 9                         | —                         | —                         | 11                        | 20                        | 10                        | Something Wild (саундтрек) |
| 1988                                                                                      | «Tired of Getting Pushed Around»†                     | 18                        | —                         | —                         | 3                         | —                         | 20                        | —                          |
| 1989                                                                                      | «She Drives Me Crazy»                                 | 5                         | 1                         | 5                         | 1                         | 1                         | 2                         | The Raw and the Cooked     |
| 1989                                                                                      | «Good Thing»                                          | 7                         | 1                         | 2                         | 20                        | 7                         | 4                         | The Raw and the Cooked     |
| 1989                                                                                      | «Don’t Look Back»                                     | 34                        | 11                        | 9                         | —                         | 38                        | 10                        | The Raw and the Cooked     |
| 1989                                                                                      | «I’m Not the Man I Used to Be»                        | 20                        | 54                        | —                         | 8                         | —                         | 8                         | The Raw and the Cooked     |
| 1990                                                                                      | «I’m Not Satisfied»                                   | 46                        | 90                        | —                         | —                         | —                         | 19                        | The Raw and the Cooked     |
| 1991                                                                                      | «It’s O.K.»                                           | —                         | —                         | —                         | —                         | —                         | —                         | The Raw and the Cooked     |
| 1996                                                                                      | «The Flame»                                           | 17                        | —                         | —                         | —                         | 85                        | —                         | The Finest                 |
| 1997                                                                                      | «She Drives Me Crazy 1997»                            | 36                        | —                         | —                         | —                         | —                         | —                         | The Finest                 |
| прочерк означает, что релиз не вошёл в чарт или не был выпущен на определённой территории |                                                       |                           |                           |                           |                           |                           |                           |                            |

† — Релиз Two Men, a Drum Machine and a Trumpet.